# Campeonato Sul-Americano de Atletismo de 1993
O Campeonato Sul-Americano de Atletismo de 1993 foi a 37ª edição do evento, organizado pela CONSUDATLE na cidade de Lima, no Peru. A competição contou com 42 provas, tendo como destaque o Brasil com 48 medalhas no total. 

## Medalhistas

### Masculino
| Evento                      | Ouro                           | Ouro     | Prata                           | Prata    | Bronze                         | Bronze   |
| --------------------------- | ------------------------------ | -------- | ------------------------------- | -------- | ------------------------------ | -------- |
| 100 metros                  | Robson da Silva · Brasil       | 10.58    | Arnaldo da Silva · Brasil       | 10.69    | Óscar Fernández · Peru         | 10.73    |
| 200 metros                  | Robson da Silva · Brasil       | 20.90    | André da Silva · Brasil         | 21.10    | Wilson Cañizales · Chile       | 21.60    |
| 400 metros                  | Wilson Cañizales · Colômbia    | 46.50    | Inaldo Sena · Brasil            | 47.50    | Alejandro Krauss · Chile       | 47.60    |
| 800 metros                  | Pablo Squella · Chile          | 1:51.98  | Luis Migueles · Argentina       | 1:52.12  | Peter Gross · Chile            | 1:52.24  |
| 1 500 metros                | Adauto Domingues · Brasil      | 3:46.40  | Pablo Squella · Chile           | 3:51.00  | Marcelo Cascabelo · Argentina  | 3:51.50  |
| 5 000 metros                | Ronaldo da Costa · Brasil      | 13:58.70 | Valdenor dos Santos · Brasil    | 13:59.80 | Juan José Castillo · Peru      | 13:59.90 |
| 10 000 metros               | Antonio Silio · Argentina      | 28:37.20 | Juan José Castillo · Peru       | 28:56.80 | Valdenor dos Santos · Brasil   | 29:20.40 |
| 20 km marcha atlética       | Jefferson Pérez · Equador      | 1:24:31  | Querubín Moreno · Colômbia      | 1:24:50  | Orlando Díaz · Colômbia        | 1:26:57  |
| 110 metros barreiras        | Pedro Chiamulera · Brasil      | 14.30    | Joilto Bonfim · Brasil          | 14.38    | Ricardo D'Andrilli · Argentina | 14.75    |
| 400 metros barreiras        | Eronilde de Araújo · Brasil    | 49.80    | Pedro Chiamulera · Brasil       | 50.10    | Llimy Rivas · Colômbia         | 50.70    |
| 3.000 metros com obstáculos | Adauto Domingues · Brasil      | 8:36.90  | Marcelo Cascabelo · Argentina   | 8:38.80  | Oscar Amaya · Argentina        | 8:48.90  |
| 4×100 metros estafetas      | Chile                          | 40.20    | Peru                            | 41.20    | Venezuela                      | 41.80    |
| 4×400 metros estafetas      | Brasil                         | 3:09.00  | Colômbia                        | 3:09.10  | Chile                          | 3:09.50  |
| Salto em altura             | Hugo Muñoz · Peru              | 2.22     | Fernando Moreno · Argentina     | 2.16     | José Luís Mendes · Brasil      | 2.16     |
| Salto à vara                | Oscar Veit · Argentina         | 4.95     | Fernando Pastoriza · Argentina  | 4.80     | Cristián Aspillaga · Chile     | 4.70     |
| Salto em comprimento        | Paulo de Oliveira · Brasil     | 7.99     | Abraham Abreu · Venezuela       | 7.60     | Ricardo Valiente · Peru        | 7.38     |
| Salto triplo                | Anísio Silva · Brasil          | 17.21    | Ricardo Valiente · Peru         | 16.45    | Avelino de Souza · Brasil      | 16.31    |
| Arremesso de peso           | Adilson Oliveira · Brasil      | 17.88    | Yojer Medina · Venezuela        | 17.52    | João dos Santos · Brasil       | 16.76    |
| Lançamento de disco         | Ramón Jiménez Gaona · Paraguai | 59.46    | João dos Santos · Brasil        | 55.28    | Yojer Medina · Venezuela       | 52.90    |
| Lançamento do martelo       | Andrés Charadia · Argentina    | 71.14    | Marcelo Pugliese · Argentina    | 67.36    | José Manuel Llano · Chile      | 57.44    |
| Lançamento do dardo         | Rodrigo Zelaya · Chile         | 72.86    | Luiz Fernando da Silva · Brasil | 70.56    | Ivan Costa · Brasil            | 68.48    |
| Decatlo                     | José de Assis · Brasil         | 6861     | Edemar dos Santos · Brasil      | 6598     | Arturo Rodríguez · Chile       | 6381     |

### Feminino
| Evento                   | Ouro                                 | Ouro     | Prata                           | Prata    | Bronze                               | Bronze   |
| ------------------------ | ------------------------------------ | -------- | ------------------------------- | -------- | ------------------------------------ | -------- |
| 100 metros               | Cleide Amaral · Brasil               | 11.91    | Patricia Rodríguez · Colômbia   | 12.10    | Kátia de Jesus Santos · Brasil       | 12.22    |
| 200 metros               | Patricia Rodríguez · Colômbia        | 24.2     | Kátia de Jesus Santos · Brasil  | 24.6     | Olga Conte · Argentina               | 24.7     |
| 400 metros               | Maria Figueirêdo · Brasil            | 52.67    | Luciana Mendes · Brasil         | 53.06    | Sara Montecinos · Chile              | 53.73    |
| 800 metros               | Maria Figueirêdo · Brasil            | 2:04.2   | Luciana Mendes · Brasil         | 2:04.5   | Sara Montecinos · Chile              | 2:06.4   |
| 1 500 metros             | Soraya Telles · Brasil               | 4:23.10  | Alejandra Ramos · Chile         | 4:31.40  | Miriam Achote · Equador              | 4:31.90  |
| 3 000 metros             | Marilú Salazar · Peru                | 9:44.9   | Griselda González · Argentina   | 9:45.5   | Alejandra Ramos · Chile              | 9:52.1   |
| 10 000 metros            | Carmem de Oliveira · Brasil          | 33:49.80 | Marilú Salazar · Peru           | 33:57.80 | Martha Tenorio · Equador             | 34:04.40 |
| 10 km marcha atlética    | Miriam Ramón · Equador               | 48:18.0  | Geovana Irusta · Bolívia        | 53:06.5  | Giovanna Morejón · Bolívia           | 57:45.6  |
| 100 metros com barreiras | Vânia dos Santos · Brasil            | 14.26    | Vânia da Silva · Brasil         | 14.28    | Anabella von Kesselstatt · Argentina | 14.30    |
| 400 metros com barreiras | Anabella von Kesselstatt · Argentina | 57.2     | Jupira da Graça · Brasil        | 57.4     | Tatiana Espinosa · Peru              | 65.8     |
| 4×100 metros estafetas   | Brasil                               | 45.1     | Argentina                       | 45.9     | Chile                                | 46.5     |
| 4×400 metros estafetas   | Brasil                               | 3:36.49  | Argentina                       | 3:43.42  | Chile                                | 3:43.43  |
| Salto em altura          | Orlane dos Santos · Brasil           | 1.87     | Alejandra García · Argentina    | 1.84     | Alejandra Chomalí · Chile            | 1.75     |
| Salto em comprimento     | Andrea Ávila · Argentina             | 6.45w    | Maria de Souza · Brasil         | 6.26 =   | Gilda Massa · Peru                   | 6.00w    |
| Salto triplo             | Andrea Ávila · Argentina             | 13.91 ,  | Maria de Souza · Brasil         | 12.77w   | Conceição Geremias · Brasil          | 12.71    |
| Arremesso de peso        | Elisângela Adriano · Brasil          | 16.47    | María Isabel Urrutia · Colômbia | 15.09    | Carmen Chalá · Equador               | 14.83    |
| Lançamento de disco      | María Isabel Urrutia · Colômbia      | 55.14    | Elisângela Adriano · Brasil     | 53.16    | Liliana Martinelli · Argentina       | 52.80    |
| Lançamento do dardo      | Carla Bispo · Brasil                 | 49.20    | Zorobabelia Córdoba · Colômbia  | 48.74    | Isabel Ordóñez · Equador             | 42.66    |
| Heptatlo                 | Zorobabelia Córdoba · Colômbia       | 5410     | Conceição Geremias · Brasil     | 5105     | Elizabeth Arteaga · Bolívia          | 4282     |

## Quadro de medalhas
| Ordem | País      | Medalha de ouro | Medalha de prata | Medalha de bronze | Total |
| ----- | --------- | --------------- | ---------------- | ----------------- | ----- |
| 1     | Brasil    | 23              | 18               | 7                 | 48    |
| 2     | Argentina | 6               | 9                | 6                 | 21    |
| 3     | Colômbia  | 4               | 5                | 2                 | 11    |
| 4     | Chile     | 3               | 2                | 13                | 18    |
| 5     | Peru      | 2               | 4                | 5                 | 11    |
| 6     | Equador   | 2               | 0                | 4                 | 6     |
| 7     | Paraguai  | 1               | 0                | 0                 | 1     |
| 8     | Venezuela | 0               | 2                | 2                 | 4     |
| 9     | Bolívia   | 0               | 1                | 2                 | 3     |

Legenda
| Recorde mundial       | Recorde mundial (World record)               |                       | Recorde africano                      | Recorde africano (African) |                                           | Q | Classificado por posição (Qualified) |
| Recorde do campeonato | Recorde do campeonato (Championship record)  | Recorde da América    | Recorde da América (Americas)         | q                          | Classificado por melhor tempo (Qualified) |   |                                      |
| Melhor marca do ano   | Melhor marca do ano (World leading)          | Recorde asiático      | Recorde asiático (Asian)              | DNS                        | Não largou (Did not start)                |   |                                      |
| Recorde nacional      | Recorde nacional (National record)           | Recorde europeu       | Recorde europeu (European)            | DNF                        | Não terminou (Did not finish)             |   |                                      |
| Recorde pessoal       | Recorde pessoal do atleta (Personal best)    | Recorde da Oceania    | Recorde da Oceania (Oceania)          | DSQ / DQ                   | Desclassificado (Disqualified)            |   |                                      |
| Recorde da temporada  | Recorde da temporada do atleta (Season best) | Recorde sul-americano | Recorde sul-americano (South America) | NM                         | Sem marca (No mark)                       |   |                                      |